# Arthur Plantagenêt
Pour les articles homonymes, voir Plantagenêt.
Arthur Plantagenêt, 1er vicomte Lisle, né à Calais dans la seconde moitié du XVe siècle et mort le 3 mars 1542 à la tour de Londres, est le fils illégitime du roi Édouard IV d'Angleterre et d'une de ses nombreuses maîtresses. Il est une figure importante à la cour d'Henri VIII et devient notamment gouverneur des Cinq-Ports et de Calais en 1533. Il laisse une importante correspondance – Lisle Papers – qui font de sa vie l'une des mieux documentées de son époque.

## Biographie
Arthur Plantagenêt naît à Calais – alors possession anglaise – entre 1461 et 1475. L'identité de sa mère est incertaine, tant les maîtresses d'Édouard IV sont nombreuses. Il est fort probable qu'il s'agisse d'une « jeune fille aveugle » dénommée Élisabeth Wayte ; mais il n'est pas rare que certains historiens mentionnent Élisabeth Lucy ou encore Jane Shore. Son parrain est Guillaume FitzAlan, 16e comte d'Arundel. Il est le demi-frère de la reine Élisabeth d'York et donc l'oncle du roi Henri VIII d'Angleterre.
Arthur passe son enfance à la cour de son père Édouard IV. La période qui suit la mort de son père en 1483 n'est pas connue. En 1501, il rejoint la maison de sa demi-sœur, la reine consort Élisabeth d'York. Après la mort de celle-ci en 1503, il rejoint la résidence du roi Henri VII d'Angleterre. Dès l'accession au trône de son neveu Henri VIII en 1509, il est désigné comme esquire des gardes du corps du roi. C'est un proche compagnon d'Henri VIII, malgré leur différence d'âge.
En 1514, il est nommé shérif du comté d'Hampshire. En 1519, sa femme Élisabeth Grey hérite des terres de son père, à la suite de la mort de sa nièce. En 1520, il accompagne le roi d'Angleterre à la rencontre diplomatique du camp du Drap d'Or. Il est créé vicomte Lisle le 25 avril 1523 et devient conseiller privé. En 1525, il est fait chevalier de la Jarretière et devient capitaine du Trinity Sovereign, faisant de lui le vice-amiral d'Angleterre. En 1533, il est nommé gouverneur des Cinq-Ports et de Calais. Le roi lui fait suffisamment confiance pour lui donner l'exécutif de la ville de Calais : il devient également lord-député.
En 1540, plusieurs membres de la famille Plantagenêt vivant à Calais sont soupçonnés de trahison et arrêtés. Henri VIII craint qu'il y ait des tractations pour livrer la ville aux Français. Arthur n'est pas épargné : il est immédiatement rappelé en Angleterre, arrêté le 19 mai 1540 et emprisonné à la tour de Londres. Les prétendus conspirateurs sont exécutés, mais aucune preuve tangible à l'encontre d'Arthur n'est découverte. Néanmoins, il languit à la tour de Londres pendant deux ans jusqu'à ce que le roi décide finalement de le libérer. Quand il reçoit la nouvelle de sa libération, il fait une crise cardiaque et meurt deux jours plus tard, le 3 mars 1542.

## Mariages et descendance
Le 12 novembre 1511, il épouse Élisabeth Grey, fille d'Édouard Grey, 1er vicomte Lisle et veuve d'Edmond Dudley. Ils ont trois filles :
- Frances, qui épouse successivement Jean Basset et Thomas Monke ;
- Élisabeth, qui épouse François Jobson ;
- Bridget, qui épouse Guillaume Camden.

En 1529, il épouse en secondes noces Honor Grenville, fille de Thomas Grenville. Ils n'ont pas d'enfant.